# Erin Nayler
Erin Nayler, född 17 april 1992, är en nyzeeländsk fotbollsspelare (målvakt). Hon representerar sedan 2023 IFK Norrköping i damallsvenskan och har spelat en mängd A-landskamper för Nya Zeeland.